# Neilà (judaisme)
Neilà (l'oració del tancament) és el darrer servei d'oració, és un servei especial d'oració jueva que es duu a terme solament durant el dia de Yom Kippur. És el moment en què es reciten les oracions finals de penediment (Teixuvà) durant el tancament de Yom Kippur. El servei de Neilà consisteix en les oracions: Ashrei, Uvà LeTzion (aquestes dues oracions es reciten normalment durant el servei de Mincha), l'oració de l'Amidà, juntament amb unes cançons anomenades Selihot, una confessió abreujada anomenada Vidui, i l'oració Avinu Malkeinu. En la tradició (Minhag) sefardita, el servei de Neilà comença amb l'himne El Nora Alilà. L'oració de Neilà inclou la cinquena Amidà de Yom Kippur. La festivitat de Yom Kippur és l'únic dia del calendari hebreu a on se celebren cinc serveis en el mateix dia. Sona el Xofar i la cançó Lashanà Habà es canta al final del servei de Neilà. Durant la repetició de la cinquena Amidà per part del líder de la congregació, l'Arca Sagrada (anomenada Aron ha-Qodeix o Hekhal) roman oberta, i és tradicional estar dempeus durant tot el servei. Durant els Dies Sants, els jueus preguen per ser escrits i segellats en el Llibre de la Vida.